# Zakir Baghirov
Pour les articles homonymes, voir Baghirov et Zakir Baghirov (ministre).
Zakir Baghirov (en azéri : Zakir Cavad oğlu Bağırov, né le 16 mars 1916 à Choucha et mort le 8 janvier 1996 à Bakou) est un compositeur azerbaïdjanais, artiste émérite d'Azerbaïdjan (1961).

## Biographie
Après avoir obtenu son diplôme du Conservatoire d'État de Moscou en 1949, il travaille comme professeur au Conservatoire d'État d'Azerbaïdjan. À partir de 1970, il dirige le département de théorie musicale. Il est membre de l'Union des compositeurs d'Azerbaïdjan depuis 1950, ainsi que membre du conseil d'administration de cette union. Au cours de différentes années, il est directeur artistique du Théâtre philharmonique d'État d'Azerbaïdjan Muslim Magomayev, directeur artistique du Comité pour la radiodiffusion télévisuelle et radio de la république, président du conseil d'administration de la Fondation de la musique d'Azerbaïdjan.

## Œuvre
Pour la première fois en 1935, Zakir Baghirov, avec le compositeur Tofig Guliyev, écrit et publie les mughams "Rast", "Dugah" et "Zabul" interprétés par le joueur de tar Mirza Mansur Mansurov. Il est également l'un des auteurs du recueil "Danses folkloriques azerbaïdjanaises" (1951).
Il compose de la musique pour de nombreuses représentation théâtrales et films, les opéras Aygun (1972), Vieux Khattabich, les opérettes Chanson de notre village (1958), Belle-mère (1974), suites pour orchestre d'instruments folkloriques, Concerto pour piano et orchestre, improvisation et fugue pour orgue, pièce Tchahargah pour harpe solo basée sur le mugham, pièces instrumentales de chambre.

## Filmographie
- 1951 : Gənc Leninçilər
- 1953 : Quba bağlarında
- 1954 : Bərəkətli torpaq
- 1956 : Səadət yolu ilə
- 1958 : Ağ qızıl ustaları
- 1958 : Kazbek qutusu
- 1958 : Təbiətin dostları
- 1958 : Yeni il gecəsində
- 1959 : Bizim Azərbaycan
- 1959 : Nizami
- 1960 : Aygün
- 1961 : Mən Xəzər dənizçisiyəm
- 1975 : Uğurlu yol![3]

## Distinctions
- Artiste émérite de l’Azerbaїdjan (24.05.1960)
- Ordre Insigne d'Honneur (09.06.1959)